# Археолошко налазиште Антички Таурунум
Археолошко налазиште Антички Таурунум представља остатке римског насеља у данашњем Земуну.

## Опис
Локалитет обухвата римско утврђење, цивилно насеље и некрополу. Антички Таурунум настао је на рушевинама келтског утврђења, на простору данашњег Гардошког брега. Око утврђења развиле су се canabae које се врло брзо шире и прерастају у богато насеље, захваљујући важним трговачким, сувоземним и воденим путевима. Таурунум постаје важно место у овом делу римске провинције Доња Панонија (лат. Panonie Inferior). Као антички град, живео је и развијао се од I до VI века. Његов развој одвијао се у два смера – као војно утврђење типа кастела, у склопу римског лимеса, и седиште Дунавске флоте са пристаништем, и као трговачки центар. С обзиром на географски положај, био је изложен нападима и пљачкама варварских народа. Као и други антички градови, Таурунум је прерастао у средњoвековно насеље, најпре под именом Malevilla, а затим Земун. На подручју данашњег Гардошког брега и старог језгра Земуна годинама су налажени остаци римске материјалне културе: остаци фортификације, профане, култне и гробне архитектуре, епиграфски споменици, рељефи, оставе новца и други покретни материјал.